# San Basilio (Sardenya)
Sant Basili (català) o San Basilio (italià) (en sard, Santu 'Asili) és un municipi italià, dins de la província de Sardenya del Sud. L'any 2007 tenia 1.414 habitants. Es troba a la regió de Trexenta. Limita amb els municipis de Goni, San Nicolò Gerrei, Sant'Andrea Frius, Senorbì, Sisini, Silius i Siurgus Donigala.
El poble de Sant Basili treu el seu nom de Sant Basili de Cesarea o Basili el Gran.

## Administració
| Període | Identitat       | Partit        |
| ------- | --------------- | ------------- |
| 2006-   | Giuseppe Cogodi | Llista cívica |